# Одесская средняя специальная музыкальная школа-интернат имени П. С. Столярского
Одесский государственный музыкальный лицей им. профессора П.С. Столярского (до 4 марта 2021 г. Одесская средняя специальная музыкальная школа-интернат им. профессора П. С. Столярского) (укр. Одеський державний музичний ліцей імені професора П.С. Столярського) — первая в СССР специализированная музыкальная школа для одарённых детей, открытая советским скрипачом-педагогом Петром Соломоновичем Столярским в 1933 году.

## О школе
В 1933 году на основе частной школы имени Петра Столярского была создана первая в Советском Союзе специальная музыкальная школа-интернат для одарённых детей. Ей было присвоено имя Столярского. По образцу Одесской музыкальной десятилетки позже создавались аналогичные учебные заведения в Москве, Ленинграде, Свердловске.
В школе обучают игре на многих музыкальных инструментах — клавишных, струнных, духовых и так далее. Самыми востребованными в школе являются скрипичный и фортепианный отделы. Также в школе преподаются вокал и дирижирование.
Учениками школы в своё время были Натан Мильштейн, Самуил Фурер, Борис Гольдштейн, Елизавета Гилельс, Давид Ойстрах.
Приказом Министерства культуры и информационной политики Украины от 04.03.2021г. №175 школу переименовали в Одесский государственный музыкальный лицей имени профессора П.С. Столярского.

## Здание
В 1912 году П. С. Столярский открыл свою частную школу в доме № 9 по улице Льва Толстого.
Здание школы на Сабанеевом мосту было построено в 1938—1939 годах по проекту архитекторов Ф. В. Троупянского, А. Н. Попова, Л. Л. Добровольского. Здание разрушено в годы войны.
С 1948 года до постройки нового здания школа временно находилась на четвёртом этаже в доме № 1 по улице Льва Толстого.
Здание восстановлено в 1952 году.
В 2006—2007 годах здание школы было частично отреставрировано.

## Директор
В настоящее время директором школы является Молдованов Виктор Викторович. Также, он является одним из преподавателей струнного отделения.
Пётр Столярский в своё время часто шуточно называл данную школу «школа имени мене».